# Santa María Inmaculada de Lourdes en Boccea (título cardenalicio)
Santa María Inmaculada de Lourdes en Boccea es un título cardenalicio de la Iglesia Católica. Fue instituido por el papa Juan Pablo II en 1985.

## Titulares
- Juan Francisco Fresno Larraín (25 de mayo]] de 1985 - 14 de octubre de 2004)
- Nicholas Cheong Jinsuk (24 de marzo]] de 2006 - 27 de abril de 2021)
- Richard Kuuia Baawobr (27 de agosto]] del 2022 - 27 de noviembre de 2022)
- François-Xavier Bustillo, O.F.M.Conv. (30 de septiembre de 2023)